# Elhenivilla
Elhenivilla es un despoblado que actualmente forma parte de los concejos de Subijana de Álava y Zumelzu, que están situados en el municipio de Vitoria, en la provincia de Álava, País Vasco (España).

## Historia
Documentado desde 1025 (Reja de San Millán), formaba parte del Distrito de Langrares.